# Хилсборо (Калифорнија)
Хилсборо (енгл. Hillsborough) град је у америчкој савезној држави Калифорнија. По попису становништва из 2010. у њему је живело 10.825 становника.

## Демографија
Према попису становништва из 2010. у граду је живело 10.825 становника.
| Група             | 2000.         | 2010.         |
| Белци             | 7.541 (69,7%) | 6.955 (64,2%) |
| Афроамериканци    | 54 (0,5%)     | 42 (0,4%)     |
| Азијати           | 2.602 (24,0%) | 3.044 (28,1%) |
| Хиспаноамериканци | 304 (2,8%)    | 373 (3,4%)    |
| Укупно            | 10.825        | 10.825        |